# Ayyuqi

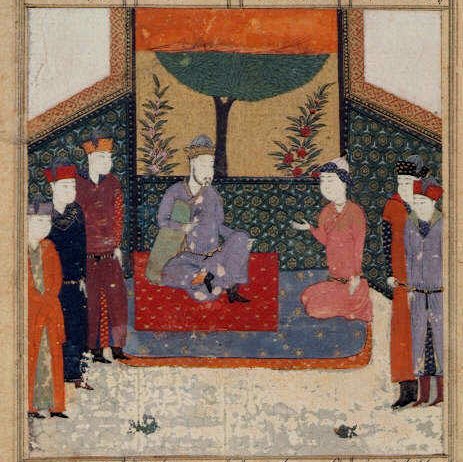
Mahmud von Ghazni und Ayaz, Miniaturmalerei, 15. Jh.

Ayyuqi ist ein persischer Dichter des 11. Jahrhunderts, der die romantische Erzählung von Warqa und Gulschah (Varqa o Golshah) in Verse brachte. Er wirkte möglicherweise in Ghazna am Hofe des Ghaznawidensultan Abu Qasem Mahmud, den er in seinem Vorwort zu Warqa und Gulschah preist. Hier gab er selbst seinen Namen als Ayyuqi an, doch gibt es sonst so gut wie keine Informationen über ihn.
Nach dem sich manifestierenden Einfluss durch Firdausis Stil im Schahnameh, der sich in vielen Passagen Ayyuqis Werkes Warqa und Gulschah nachweisen lässt, liegt die Vermutung nahe, dass Warqa und Golshah nach dem Schahnameh erschienen ist. Abgesehen davon, scheint Ayyuqi sich wenig im literarischen Idiom seiner Zeit auszukennen, was auf einen Dichter von geringer weiterer Bildung schließen lässt. Auch in anderer Hinsicht (Themenentwicklung, Gefühlsdarstellung) lässt sich sein Werk eher als mittelmäßig einordnen.
Eine Besonderheit des Werkes ist das Einflechten von zehn Ghaselen (Im Motaqareb Versmas) in die Erzählstruktur, eine Methode, die bis dahin nicht verwandt – später jedoch häufig imitiert wurde.
Die Verwendung archaischer Wörter, deren Aussprache (vokalisierte Niederschrift) sowie der Nachweis spezifischer grammatischer Eigenheiten verweisen auf das frühe 11. Jahrhundert als Erscheinungszeitpunkt dieses Werkes und machen es aus philologischer Sicht interessant.
Das Werk basierte auf arabischen Quellen – den Abenteuern und der Romanze von Urwa und Afra – von der Ayyuqi (wie er selbst angab) als erster eine persische Version anfertigte. Elemente der Geschichte drangen (in abgewandelter Form) später auch in die Spanische und Französische Literatur ein. Sie bildeten die Grundlage für die im 12. Jahrhundert beliebte Romanze Floire et Blancheflor.
Das Werk überlebte in einem einzigen Manuskript im  Topkapi-Sarayi Museum Istanbul, das mit 71 Farbillustrationen verziert ist. Die undatierte Handschrift dürfte nicht später als dem 13. Jahrhundert entstammen. Eine Faksimile-Edition wurde in Graz, Österreich hergestellt.
Siehe auch: Persische Literatur

## Werk
- Warqa und Gulschah (Varqa o Golshah)

## Deutschsprachige Ausgaben
- Ayyuqi: Warqa und Gulschah. Manesse Verlag, Zürich 1992, ISBN 3-7175-1820-8.
- Ayyuqi: Die Geschichte der Liebe von Warqa und Gulshah. Unionsverlag, 2001, ISBN 3-293-20214-4.